# Diocesi di Merseburg

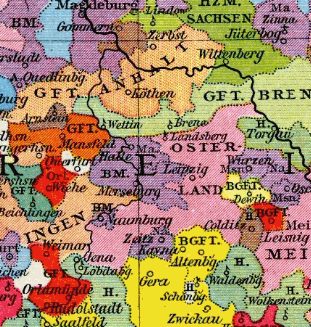
Il principato vescovile di Merseburg (colore viola) nel 1250.

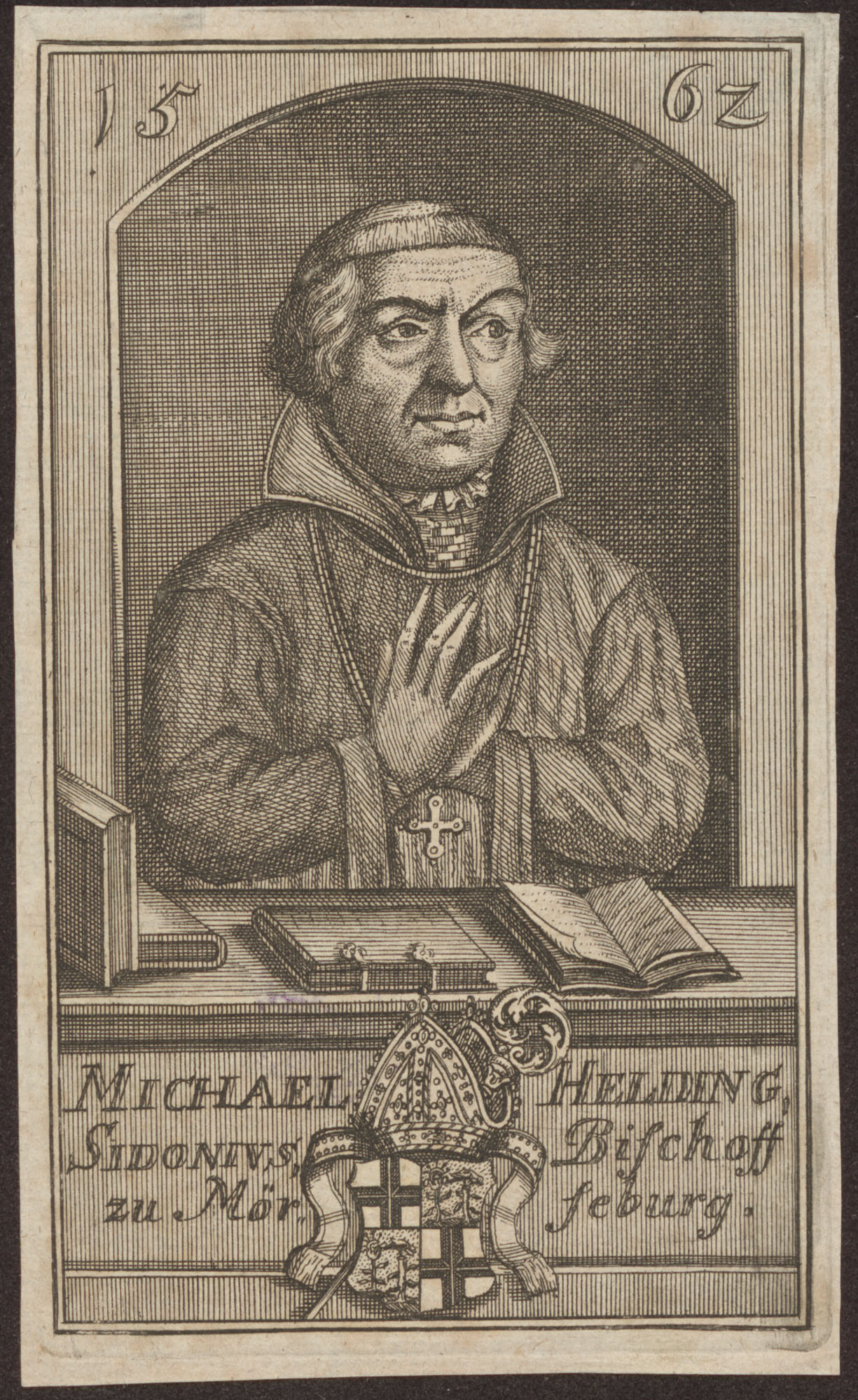
Michael Helding, ultimo vescovo cattolico di Merseburg.

La diocesi di Merseburg (in latino Dioecesis Merseburgensis) è una sede soppressa della Chiesa cattolica in Germania.

## Territorio
La diocesi era situata nell'odierno länder tedesco della Sassonia-Anhalt. Confinava a nord con l'arcidiocesi di Magdeburgo, ad est con la diocesi di Meißen, a sud con la diocesi di Naumburg e ad ovest con quella di Halberstadt.
Sede vescovile era la città di Merseburg, dove si trovava la cattedrale dedicata ai Santi Giovanni Battista e Lorenzo.
Al termine del Medioevo comprendeva circa 310 parrocchie.

## Storia
La diocesi fu eretta, secondo Tietmaro di Merseburgo, a seguito di un voto dell'imperatore Ottone I, dopo che egli ebbe definitivamente sconfitto gli ungari nella battaglia di Lechfeld del 10 agosto 955. In realtà probabilmente l'intento di Tietmaro era quello di legare la propria diocesi ad un evento importante come quello della battaglie che pose fine alle incursioni ungare: motivazioni territoriali di controllo della frontiera slava, legate ad esigenze di apostolato agli slavi pagani o di recente cristianizzazione, sono molto probabilmente le vere motivazioni dell'erezione di nuove diocesi, decisione presa da parte di Ottone I nel sinodo di Ravenna del 967. Con un diploma imperiale del 968 l'imperatore istituì la diocesi di Magdeburgo e le sue suffraganee di Merseburg, di Zeit e di Meißen. Il primo vescovo di Merseburg fu il monaco benedettino Boso di Merseburg (†970) che ricoprì la carica dal 968 fino alla sua morte. A lui seguì sulla cattedra vescovile Giselher di Merseburg, che ricoprì la carica dal 971 fino al 981, quando fu nominato vescovo di Magdeburgo. Alla sua partenza la diocesi fu soppressa e nuovamente istituita dall'imperatore Enrico II nel 1004. Da allora si alternarono sulla cattedra episcopale di Merseburg 43 vescovi, fino alla sua definitiva soppressione.
Nel 1021 il duomo di Merseburgo, la cui prima pietra era stata posta nel 1015 dal vescovo (e poi santo) Tietmaro di Merseburgo, fu consacrato dal vescovo Bruno di Merseburgo (†1036) alla presenza del re e futuro imperatore Enrico II. Il re dotò in quell'occasione la diocesi di notevoli ricchezze, con la non ultima motivazione della sua posizione strategica nei confronti della sua Marca Orientale.
Fino ai tempi della Riforma protestante Marseburg rimase sede vescovile e centro religioso importante, dopo di che il suo territorio passò alla diocesi di Halberstadt. La sua estensione ne faceva in effetti una delle più piccole diocesi della Germania, raggruppante tuttavia centri importanti quali la città di Lipsia, la parte meridionale dell'attuale Sassonia-Anhalt e parte dell'attuale Sassonia.
Il vescovo Thilo di Trotha fece iniziare nel 1470 la costruzione del nuovo Castello di Merseburg e provvide ad iniziare nel 1510 la ristrutturazione del Duomo in stile rinascimentale.
Il 3 marzo 1525 il vescovo titolare Adolfo di Anhalt-Zerbst (1458 – 1526) dovette fuggire a Lipsia a causa dei disordini provocati dai protestanti. L'8 maggio gli scontenti tentarono di assalire il Duomo. Nel mese di giugno ebbero luogo conseguentemente alcune sentenze e il giorno 10 quattro cittadini e quattro contadini furono decapitati sulla piazza principale.
Dopo il decesso dell'ultimo vescovo cattolico, avvenuta nel 1561, si impose anche a Merseburg la Riforma protestante. Il duca Alessandro, figlio del duca Augusto I di Sassonia, fu reggente del territorio per altri quattro anni prima che nel 1565 diventasse Principe elettore di Sassonia. Più tardi il territorio divenne parte del ducato, che ebbe vita breve, di Sassonia-Merseburg.

## Cronotassi dei vescovi
- Boso † (25 dicembre 968 - 28 ottobre o 1º novembre 970 deceduto)
- Giselher † (giugno 971 - 11 settembre 981 nominato arcivescovo di Magdeburgo)
  - Diocesi soppressa (981-1004)
- Wigbert † (6 febbraio 1004 - 24 marzo 1009 deceduto)
- Thietmar † (24 aprile 1009 - 1º dicembre 1019 deceduto)
- Bruno † (circa 1020 - agosto 1036 deceduto)
- Hunold † (prima del 1040 - 5 febbraio 1050 deceduto)
- Alberich † (circa 1050 - 2 aprile 1053 deceduto)
- Winther † (settembre 1053 - ottobre 1053)
- Ezzelin I † (prima del 26 ottobre 1053 - 26 ottobre 1057 deceduto)
- Offo † (1057 - 15 aprile 1062 deceduto)
- Günther o Winithar † (1062 - 24 marzo 1063 deceduto)
- Werner von Wolkenburg † (1063 - 1093 dimesso)
  - Eberhard † (1075) (antivescovo)
  - Sede vacante (1093-1097)
- Albuin aus Bayern † (giugno o luglio 1097 - 23 ottobre 1112 deceduto)
- Gerhard † (1112 - dopo aprile 1120 deposto)
- Arnold † (1120 - 12 giugno 1126 deceduto)
- Megingoz † (14 giugno 1126 - 20 dicembre 1137 o 1138 deceduto)
- Ezzelin II † (1138 - 1143 deceduto)
- Reinhard von Querfurt † (1143 - 6 maggio 1151 o 1152 deceduto)
- Johann † (1152 - 9 ottobre 1170 deceduto)
- Eberhard von Seeburg † (1171 - 11 ottobre 1201 deceduto)
- Dietrich von Meißen † (3 maggio 1203 - ottobre 1215 deceduto)
- Ekkehard Rabil o Engelhard † (5 giugno 1216 consacrato - 1º maggio 1240 deceduto)
- Rudolf von Webau † (1240 - 7 aprile 1244 deceduto)
- Heinrich von Waren † (prima del 18 maggio 1244 - 14 maggio 1266 deceduto)
- Albrecht von Borna † (1266 - circa settembre 1266 deceduto)
- Friedrich von Torgau † (prima del 12 dicembre 1266 - 11 agosto 1283 o 1284 deceduto)
- Heinrich von Ammendorf † (1284 - 16 agosto 1300 deceduto)
- Heinrich Kindt † (20 dicembre 1300 - 21 dicembre 1319 deceduto)
- Gebhard von Schrapelau † (febbraio 1320 - 1340 o 1341 deceduto)
- Heinrich zu Stolberg I † (prima del 10 luglio 1341 - 29 gennaio 1357 deceduto)
- Friedrich von Hoym † (22 marzo 1357 - 23 febbraio 1382 nominato arcivescovo di Magdeburgo)
  - Andreas Dauba † (1382 - 1385 ? deceduto) (obbedienza romana)
  - Johann Mráz † (19 ottobre 1390 - 15 novembre 1392 nominato vescovo di Lebus) (obbedienza romana)
- Burcardo di Querfurt † (1383 - 18 giugno 1384 deceduto)
- Heinrich zu Stolberg II † (10 ottobre 1385[3] - 4 aprile 1393 deceduto)
- Heinrich Schatzmeister aus Orlamünde † (5 giugno 1394 - 1403 dimesso)
- Otto von Honstein † (17 settembre 1403 - 6 dicembre 1406 deceduto)
- Walther von Köckritz † (23 marzo 1407 - 3 agosto 1411 deceduto)
- Nikolaus Lubich † (7 novembre 1411 - 3 aprile 1431 deceduto)
- Johann Bose † (23 maggio 1431 - 3 ottobre 1463 deceduto)
- Johann von Werder † (20 marzo 1464 - 24 giugno 1466 deceduto)
- Thilo von Trotha † (26 settembre 1466 - 5 marzo 1514 deceduto)
- Adolf von Anhalt-Zerbst † (5 marzo 1514 succeduto - 24 marzo 1526 deceduto)
- Vinzenz von Schleinitz † (13 giugno 1526 - 21 marzo 1535 deceduto)
- Sigismund von Lindenau † (14 giugno 1535 - 1º gennaio 1544 deceduto)
  - Sede vacante (1544-1550)
- Michael Sidonius Helding † (17 marzo 1550 - 30 settembre 1561 deceduto)
  - Sede soppressa